# Kompania graniczna KOP „Białowiż”

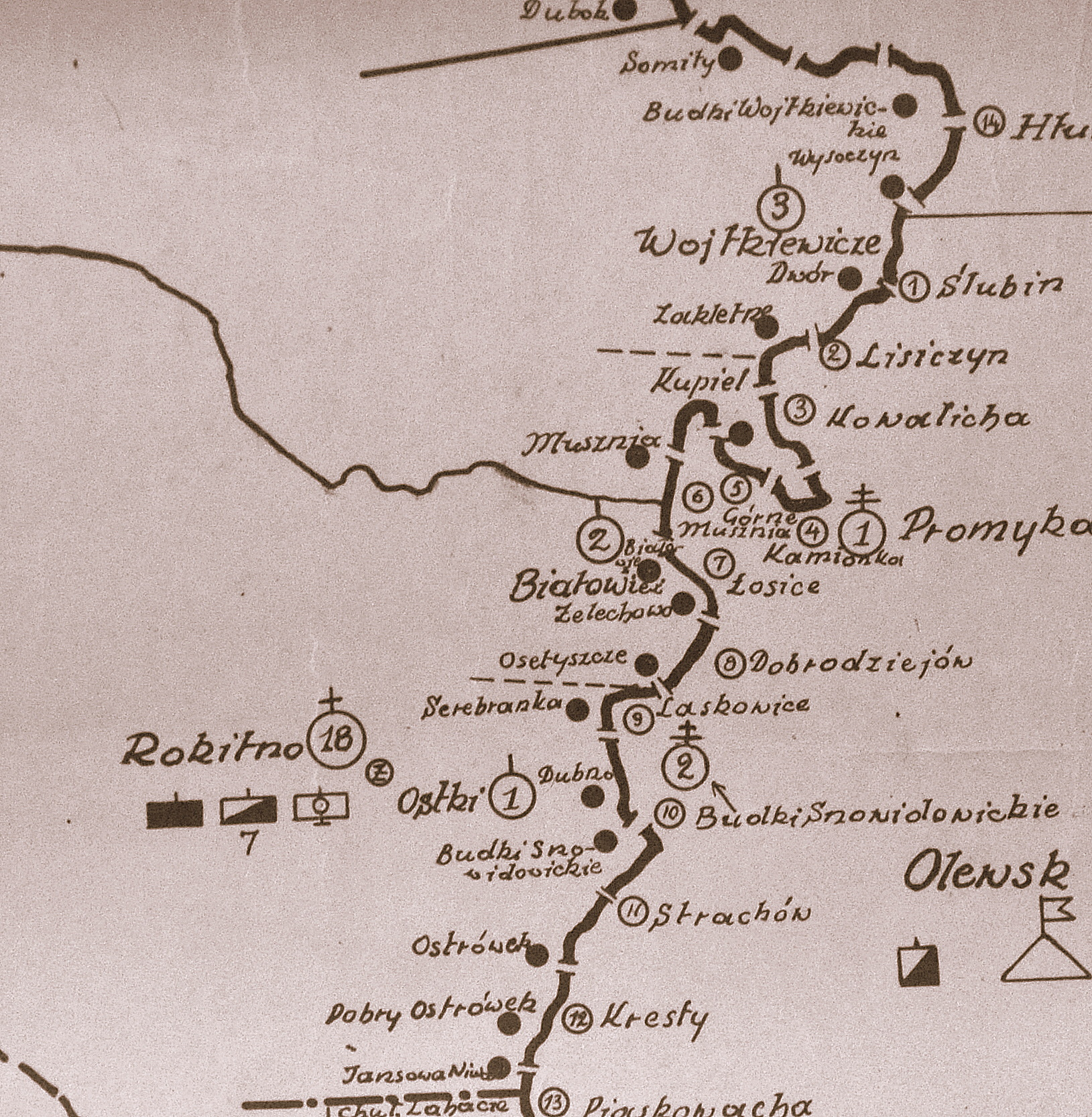
Rozmieszczenie batalionu KOP „Rokitno” w 1931

Kompania graniczna KOP „Białowiż” – pododdział graniczny Korpusu Ochrony Pogranicza pełniący służbę ochronną na granicy polsko-radzieckiej.

## Formowanie i zmiany organizacyjne
Na podstawie rozkazu Ministra Spraw Wojskowych nr 1600/tjn./O.de B/25, w drugim etapie organizacji Korpusu Ochrony Pogranicza, w terminie do 1 marca 1925 sformowano 18 batalion graniczny , a w jego składzie 2 kompanię graniczną KOP.
W listopadzie 1936 kompania liczyła 2 oficerów, 9 podoficerów, 5 nadterminowych i 102 żołnierzy służby zasadniczej.
W 1939 2 kompania graniczna KOP „Białowiż” podlegała dowódcy batalionu KOP „Rokitno”.

## Służba graniczna
Podstawową jednostką taktyczną Korpusu Ochrony Pogranicza przeznaczoną do pełnienia służby ochronnej był batalion graniczny. Odcinek batalionu dzielił się na pododcinki kompanii, a te z kolei na pododcinki strażnic, które były „zasadniczymi jednostkami pełniącymi służbę ochronną”, w sile półplutonu. Służba ochronna pełniona była systemem zmiennym, polegającym na stałym patrolowaniu strefy nadgranicznej i tyłowej, wystawianiu posterunków alarmowych, obserwacyjnych i kontrolnych stałych, patrolowaniu i organizowaniu zasadzek w miejscach rozpoznanych jako niebezpieczne, kontrolowaniu dokumentów i zatrzymywaniu osób podejrzanych, a także utrzymywaniu ścisłej łączności między oddziałami i władzami administracyjnymi. Miejscowość, w którym stacjonowała kompania graniczna, posiadała status garnizonu Korpusu Ochrony Pogranicza.
2 kompania graniczna „Białowiż” w 1934 ochraniała odcinek granicy państwowej szerokości 39 kilometrów 500 metrów. Po stronie sowieckiej granicę ochraniały zastawy „Kowalicha”, „Kamionka”, „Górne”, „Musznia”, „Łosice” i „Dobrodziejów” z komendantury „Promykanje” .
Kompanie sąsiednie:
- 3 kompania graniczna KOP „Wojtkiewicze” ⇔ 1 kompania graniczna KOP „Ostki” – 1928[7], 1929[8], 1931[6] , 1932[9], 1934[10], 1938[11]

## Działania kompanii we wrześniu 1939
17 września 1939 batalion graniczny „Rokitno” mjr. Wojciechowskiego zaatakowany został przez pododdziały 15 Korpusu Strzeleckiego komdiwa Piotra Fiłatowa. Zadaniem korpusu było zdobycie Sameńskiego Odcinka Umocnionego na Słuczy. Na linii strażnic uderzyły pododdziały 18. i 19. Oddziału Wojsk Pogranicznych NKWD.
Na kierunku 2 kompanii granicznej „Białowiż” sowieci przejawiali niewielką aktywność. Strażnice wycofały się bez walki w kierunku m.p. kompanii, a potem, na rozkaz dowódcy batalionu, do Rokitna. Zdezerterował oficer kompanii. Wraz z żoną zgłosił się na sowiecką strażnicę „Łozińce” i przekazał stronie sowieckiej poufne informacje.
Pododdziały zgrupowane w Rokitnie w godzinach południowych 17 września rozpoczęły wycofywanie się w kierunku Sarn. W godzinach popołudniowych zostały zaatakowane przez batalion rozpoznawczy 60 Dywizji Strzeleckiej. Po krótkiej potyczce sowieci nie podjęłli pościgu. W godzinach wieczornych do miasta wkroczyły oddziały Armii Czerwonej uwalniając 64 jeńców niemieckich.

## Struktura organizacyjna
| Struktura organizacyjna kompanii granicznej KOP „Białowiż” |                            |                              |
| Lata                                                       | 1928 – 1938                | 17 września 1939             |
| Strażnice                                                  | strażnica KOP „Kupiel”     | 1 strażnica KOP „Kupiel”     |
| Strażnice                                                  | strażnica KOP „Musznia”    | 2 strażnica KOP „Musznia”    |
| Strażnice                                                  | strażnica KOP „Białowiż”   | 3 strażnica KOP „Białowiż”   |
| Strażnice                                                  | strażnica KOP „Żelechowo”  | 4 strażnica KOP „Żelechowo”  |
| Strażnice                                                  | strażnica KOP „Osetyszcze” | 5 strażnica KOP „Osetyszcze” |
| Inne                                                       |                            | pluton odwodowy              |

## Dowódcy kompanii
- kpt. Stanisław Gumowski (był IX 1928 – 27 I 1931 → dowódca batalionu 73 pp)[18]
- kpt. Walerian Rzepecki (28 III 1931 – )[18]
- por. Szymon Bołtruczuk[f] (– 1939)